# Juan Bautista Bascary
Juan Bautista Bascary Esteves (San Miguel de Tucumán, 24 de octubre de 1872-San Miguel de Tucumán, 18 de marzo de 1933) fue un político argentino.

## Biografía

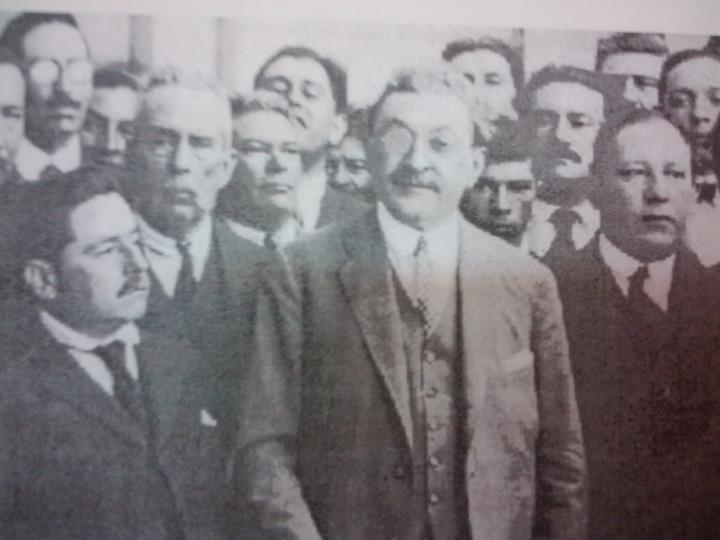
Juan Bautista Bascary con sus seguidores

Nació en la capital tucumana en 1872, hijo de Juan Bautista Bascary Díaz y Carmen Esteves Torres, y tenía ascendencia vasco-francesa. Se educó en el Colegio del Salvador de Buenos Aires. Dedicado luego a actividades comerciales, especialmente como consignatario de azúcar, logró una excelente posición económica. Fue, en esos tiempos, miembro directivo de la Bolsa de Comercio de Tucumán. Se inició en la política hacia 1915; primero como concejal de San Miguel de Tucumán y después, como candidato a la gobernación por la Unión Cívica Radical, en 1916. Triunfó en las elecciones sobre la Concentración Conservadora, que llevaba como candidato al industrial azucarero Alfredo Guzmán, mientras un sector del radicalismo, antecedente del posterior antipersonalismo, denominado «azul», había llevado como candidato a gobernador a Pedro G. Sal. Bascary asumió el gobierno el 2 de abril de 1917.

## Primer gobernador radical de Tucumán 1917

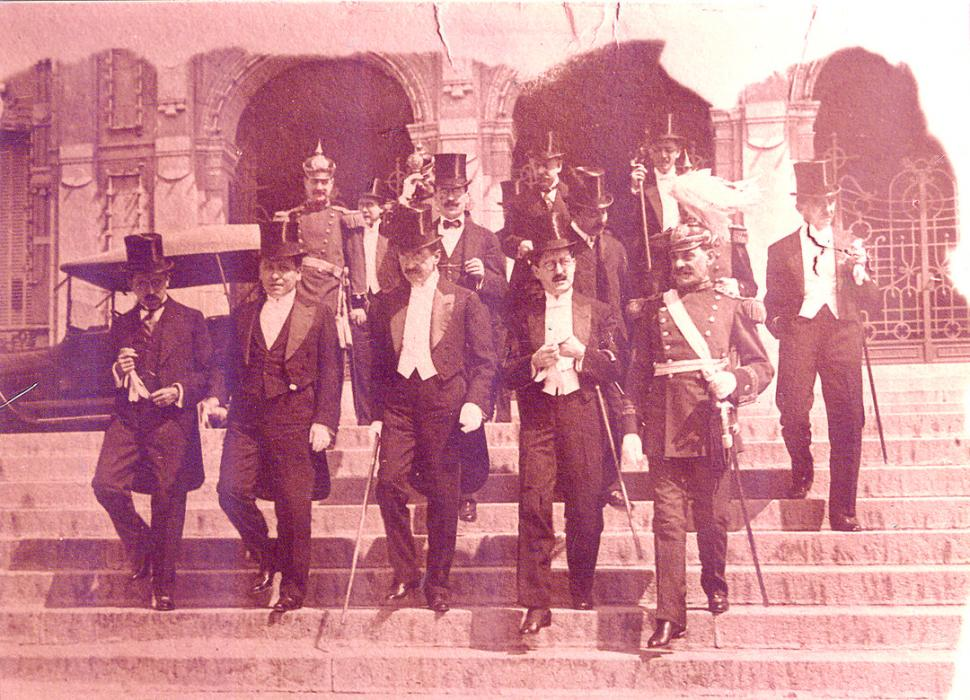
Fotografía de una ceremonia oficial en la cual aparece el gobernador Juan Bautista Bascary, (centro), acompañado del presidente de la Corte Suprema provincial, Miguel Campero (desde la izquierda), sus ministros Ignacio Toledo (H) y Napoleón de la Rosa, junto al Comandante Militar de la provincia.

Juan Bautista Bascary, fue el primer gobernador radical de la provincia de Tucumán, asumió el 5 de enero de 1917. El gobierno de Bascary fue tormentoso, como consecuencia de la transformación del panorama político local y la llegada de Hipólito Yrigoyen a la Presidencia de la Nación a quien el propio Bascary acompañó. En la Cámara de Diputados de la Legislatura provincial predominaron los radicales azules, con Octaviano Vera, y los conservadores quienes impidieron la gestión de gobierno de Bascary generando la virtual parálisis de la administración. Carente de mayoría en la legislatura provincial, el único apoyo de Bascary para el impulso de sus proyectos de ley, era el bloque conformado por el diputado provincial Alberto Aybar Augier, quien luego llegaría a ser presidente de la Cámara de Diputados provinciales; acompañado por otros dirigentes radicales de filiación irigoyenista, como Felipe S. Pérez, Enrique Galván, quienes tenían el apoyo personal de Hipólito Yrigoyen.
El gobierno de Juan Bautista Bascary tuvo que enfrentar la crisis provocada, cuando las Cámaras de la Legislatura provincial decidieron someter a un juicio político al gobernador en 1917 y constituyeron un gobierno paralelo presidido por el presidente del Senado, León Rougès. El gobernador Bascary recurrió al gobierno nacional aduciendo que esta medida de los opositores respondía a su iniciativa de una nueva evaluación para el pago de la contribución directa sobre la propiedad, que afectaba los intereses de los grandes propietarios azucareros. Bascary denunció que «los legisladores eran designados en cónclaves familiares y por transacciones de equilibrio entre círculos distanciados del pueblo. El apellido, el vínculo financiero y la dependencia económica determinaban la actuación dentro del Partido». Alegó que el juicio en su contra por la legislatura estaba viciado, apelando a su elección por el Pueblo y para el Pueblo.

## Intervenciones federales sucesivas. Fin del mandato
La U.C.R. "personalista" o "roja", que apoyaba a Bascary comenzó un acelerado proceso de fragmentación: se dividió en "negros" y "sovietistas", estos últimos agrupando a los obreros de los ingenios azucareros. Yrigoyen intervino la provincia a pedido de Bascary hasta julio de 1918, para reponerlo en el gobierno nuevamente. La situación continuó conflictiva hasta que el 26 de diciembre de 1920, el gobierno nacional  de Hipólito Yrigoyen intervino definitivamente la provincia.
Las elecciones provinciales siguientes llevaron al poder a Octaviano Vera, un radical "azul" opuesto a Yrigoyen.